# Topaz (Kalifornija)
Topaz je naseljeno područje za statističke svrhe u američkoj saveznoj državi Kalifornija. Prema popisu stanovništva iz 2010. u njemu je živjelo 50 stanovnika.